# David Watson (Basketballspieler)
David Watson (* 16. September 1988 in Pforzheim) ist ein deutscher Basketballspieler.

## Laufbahn
Das Basketballspielen hat David Watson beim TV Pforzheim (später TB Pforzheim) erlernt. 2006 wechselte er zur BG Karlsruhe. Dort konnte er sich im Laufe der Spielzeit 2006/07 einige Minuten in der Basketball-Bundesliga erkämpfen. Nach dem Abstieg blieb er dem Verein treu und spielte ebenfalls für die NBBL-Mannschaft der BG. Doch nachdem er sich in der Saison 2008/2009 nicht wie erhofft in der ersten Mannschaft durchsetzen konnte, wechselte er zur Saison 2009/2010 in die 2. Bundesliga ProB zu den SOBA Dragons Rhöndorf. Mit dieser Mannschaft gelang ihm im ersten Jahr gleich den Aufstieg in die 2. Bundesliga ProA. Bei durchschnittlich 22,5 Minuten Spielzeit erzielte er 10,9 Punkte pro Spiel mit einer überragenden Dreierquote von 47 %. Nachdem sich Watson nicht wie gewünscht in der Pro A durchsetzen konnte, verließ er die Dragons nach dem Abstieg 2011 wieder.
Watson wechselte zurück in die Pro B und erhielt einen Vertrag bei den BiG Rockets Gotha. Mit Gotha feierte Watson den Aufstieg in die ProA und lief bis Sommer 2014 für den Club auf. Im Sommer 2014 kehrte er aber nach Karlsruhe zurück und schloss sich erneut der BG Karlsruhe in der ProB an. Nach einem Jahr wechselte Watson zu den Artland Dragons (ProB).
2016 zog er sich in die Regionalliga zurück und verstärkte die Mannschaft des SV Fellbach.

## Erfolge
- U 18-Nationalspieler
- NBBL-Topscorer – 26,4 P/pS (2006/07)
- Meister der Pro B 2009/2010 mit den Dragons Rhöndorf